# Лаврентійський льодовиковий щит

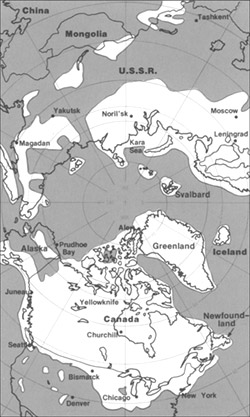
Максимальне просування льодовиків в північній полярній області під час плейстоцену включаючи Лаврентійський льодовиковий щит в східній частині Північної Америки.

Лаврентійський льодовиковий щит — льодовиковий щит, який охоплював сотні тисяч км² сьогоденної Канади і велику частину півночі США, 95,000–20,000 років тому. Південна межа прямувала по лінії Нью-Йорк — Чикаго, далі річищем Міссурі до північних схилів Кипарисових пагорбів, де він мав з'єднання з Кордильєрським льодовиковим щитом. Льодовик заходив до 38°N у середину континенту.
Льодовик був до 2.5 км завтовшки в районі Нунавік, але був набагато тонше, на його перефірії, нунатаки були поширені в гірських районах. Льодовиковий щит мав провідну роль у кліматі Півночної Америки останнього льодовикового періоду.
Цикли його росту і танення мали вирішальний вплив на глобальний клімат під час його існування. Це відбувається тому, що він перенаправляв Висотну струминну течію, з порівняно теплої частини Тихого океану через Монтану і Міннесоту на південь. Через це Південний Захід США, наразі пустеля, отримував рясні опади під час льодовикового періоду  на відміну від більшості інших частин світу, які стали надзвичайно посушливими. Аналогічний ефект Валдайський льодовиковий щит в Європі мав на опади в Афганістані, частині Ірану, можливо, західній частині Пакистану взимку, а також у Північній Африці.
Його танення також викликало серйозні збої в глобальних кліматичних циклах, через величезне надходження низькосолоної води в Атлантичний океан, спочатку через річку Саскуеханна, а потім через річку Святого Лаврентія, що порушило циркуляцію води з півдня на північ в Атлантичному океані, створюючи короткий період похолодання пізнього дріасу та короткочасного повторного встановлення льодовикового щита, що зійшов з району Нунавік 6500 років тому.
За часів доіллінойського періоду Лаврентійський льодовиковий щит досягав на півдні округу Дуглас у Канзасі, а також Сент-Луїс.
Найдавніший лід Канади є залишком Лаврентійського льодовикового щита — льодовикова шапка Барнс в центрі Баффінової Землі має вік 20,000 років.